# Abramites hypselonotus
Abramites hypselonotus es una especie de pez de la familia Anostomidae en el orden de los Characiformes.

## Morfología
Los machos pueden llegar alcanzar los 14 cm de longitud total.

## Alimentación
Come gusanos, crustáceos, insectos y materia vegetal.

## Hábitat
Vive en zonas de clima tropical entre 23 °C - 27 °C de temperatura

## Distribución geográfica
Se encuentran en Sudamérica:  cuencas de los ríos Orinoco,  Amazonas,  Paraguay y  Paraná

## Interés gastronómico
Es consumido por las  poblaciones locales.